# Смяльч
Смяльч — село в Гордеевском районе Брянской области, в составе Петровобудского сельского поселения. Расположено в 8 км к юго-востоку от села Петрова Буда, в 20 км к юго-западу от Гордеевки, на правом берегу Ипути. Население — 395 человек (2010).
В селе когда-то имелось отделение связи и сельская библиотека. Близ села — остатки древнерусского поселения и один из крупнейших на Брянщине курганных могильников.

## История
Упоминается с первой половины XVII века как деревня; до 1709 — владение стародубского магистрата, затем во владении Отвиновского, Миклашевского, Завадовских и др. (также называлась Александровка, Смяч). До 1781 года входила в Новоместскую сотню Стародубского полка; с 1782 по 1921 в Суражском уезде (с 1861 — в составе Ущерпской волости), в 1921—1929 в Клинцовском уезде (та же волость). С конца 1890-х гг. — село с храмом Святого Николая (не сохранился).
С 1929 года в Гордеевском районе, а в период его временного расформирования — в Клинцовском (1963—1966), Красногорском (1967—1985) районе. До 2005 года являлось центром Смяльчского сельсовета. После аварии на Чернобыльской Атомной Электростанции население деревни неизбежно сокращается. Связано это с тем, что для молодого населения нет работы. К тому же в Смяльчи действует проект по сдаче домов по Чернобыльской программе, и люди с удовольствием покидают свои родные края.
В 2011 году была закрыта единственная школа, теперь дети ездят в ближайшие школы, что доставляет большое недовольство местному населению.
Благодаря местным энтузиастам в лице семьи Ковалёвых в деревне была создана местная церковь в 2011 году, куда с охотой ходят большинство местных жителей.